# Хериман
Хериман (на английски: Herriman) е град в окръг Солт Лейк, щата Юта, САЩ. Хериман е с население от 1523 жители (2000) и обща площ от 23,6 km². Намира се на 1524 m надморска височина. ЗИП кодът му е 84096, а телефонният му код е 385, 801.